# Czesława Mentlewicz
Czesława Mentlewicz, z d. Pacia (ur. 2 stycznia 1956 w Olkuszu, zm. 15 lutego 2018 tamże) – polska biegaczka, specjalizująca się w biegach biegach długodystansowych i biegach ulicznych, wielokrotna medalistka mistrzostw Polski, reprezentantka Polski.

## Kariera sportowa
Była zawodniczką Kłosa Olkusz.
Na mistrzostwach Polski seniorów zdobyła 7 medali, w tym jeden złoty – w biegu półmaratońskim w 1993, dwa srebrne – na 10 000 metrów w 1984, w biegu na 20 km w 1984, cztery brązowe – w biegu na 5000 metrów w 1984, w biegu na 20 km w 1989, w biegu maratońskim w 1990 oraz w biegu przełajowym na 4 km w 1983.
Reprezentowała Polskę na zawodach Pucharu świata w maratonie w 1985 (75?. miejsce, z czasem 3:05,09), zawodach Pucharu Europy w maratonie w 1985 (28. miejsce, z czasem 2:50:12) oraz mistrzostwach świata w biegu górskim w 1995 (54. miejsce).
Rekordy życiowe:
- 800 m – 2:07,6 (24.06.1979)
- 1500 m – 4:24,59 (06.08.1981)
- 3000 m – 9:29,4 (11.07.1978)
- 5000 m – 16:53,61 (24.06.1985)
- 10 000 m – 33:50,19 (30.07.1988)
- półmaraton – 1:16:12 (5.04.1992)
- maraton – 2:37:19 (24.04.1988)

Zmarła 15 lutego 2018 roku, została pochowana 17 lutego 2018 w grobowcu rodzinnym na cmentarzu w Olkuszu. 